# مارك فرانك مونتويا
مارك فرانك مونتويا (بالإنجليزية: Marc Frank Montoya)‏ هو متزلج على الثلوج أمريكي، ولد في 13 يونيو 1974 في دنفر في الولايات المتحدة.